# جورج ميتشيل (لاعب كريكت)
جورج ميتشيل (18 فبراير 1897 في المملكة المتحدة - ) (بالإنجليزية: George Mitchell)‏ هو لاعب كريكت بريطاني. لعب مع نادي مقاطعة ساسكس للكريكت ‏.

## وصلات خارجية
- جورج ميتشيل على موقع إي آس بي آن كريك إنفو (الإنجليزية)